# Виейра де Соуза, Бруно
Бру́но Вие́йра де Со́уза (порт.-браз. Bruno Vieira De Souza; 12 августа 1997), также известный под именем Бру́но (порт.-браз. Brunо) — бразильский футболист, полузащитник

## Клубная карьера
Бруно начал свою карьеру в клубе «Собрадиньо». В сентябре 2016 прибыл в «Звезду», а в январе 2017 года подписал контракт с клубом. 10 сентября 2017 года дебютировал в украинской Премьер-лиге, после первого тайма выйдя на замену вместо Дмитрия Фатеева в домашнем матче против одесского «Черноморца». В январе 2018 года покинул клуб
Осенью 2018 года перешёл в луцкую «Волынь», за которую провёл всего 1 игру в кубке Украины и уже в ноябре покинул команду.